# Отступники
«Отступники» (англ. The Departed) — американский эпический криминальный триллер 2006 года, двадцатый полнометражный фильм режиссёра Мартина Скорсезе по сценарию Уильяма Монахана. Это одновременно ремейк гонконгского фильма 2002 года «Двойная рокировка», снятый по мотивам реальной бостонской банды «Уинтер Хилл»; персонаж Колин Салливан основан на коррумпированном агенте ФБР Джоне Коннолли, а персонаж Фрэнк Костелло — на ирландско-американском гангстере и криминальном авторитете Уайти Балджере. В фильме снимались Леонардо Ди Каприо, Мэтт Деймон, Джек Николсон и Марк Уолберг, а также Мартин Шин, Рэй Уинстон, Вера Фармига, Алек Болдуин, Энтони Андерсон и Джеймс Бэдж Дейл в ролях второго плана.
Действие фильма происходит в Бостоне и прилегающем к нему районе метро, в первую очередь в Южном Бостоне. Босс ирландской мафии Фрэнк Костелло (Николсон) внедряет Колина Салливана (Деймон) в качестве шпиона в полицию штата Массачусетс; одновременно полиция поручает сотруднику полиции штата Билли Костигану (Ди Каприо) внедриться в банду Костелло. Когда обе стороны осознают ситуацию, Салливан и Костиган пытаются установить личность друг друга до того, как их раскроют.
Фильм имел успех у критиков и коммерческий успех, собрав в прокате 291,5 миллиона долларов при бюджете около 90 миллионов долларов и получив признание за режиссуру, игру актёров (особенно Ди Каприо, Николсона и Уолберга), сценарий и монтаж. Фильм получил несколько наград, в том числе 4 премии «Оскар» на 79-й церемонии вручения премии «Оскар», включая победу в номинации «лучший фильм», лучшая режиссура (Скорсезе) (его единственная личная победа на «Оскаре» на сегодняшний день), лучший адаптированный сценарий (Монахан), и лучший монтаж (Тельма Скунмейкер. Фильм также получил по 6 номинаций на 64-ю премию «Золотой глобус» (выиграв одну) и 60-ю премию Британской киноакадемии, а также 2 номинации на 13-ю премию Гильдии киноактёров США.
Картина заняла 208 место в списке 500 лучших фильмов по версии журнала Empire.

## Сюжет

Билли Костиган, мистер Француз и Фрэнк Костелло ломают гипс в поисках «жучка»

Фильм начинается с предыстории. В Бостоне, штат Массачусетс, ирландский криминальный босс Фрэнк Костелло (Джек Николсон) берёт «под своё крыло» десятилетнего Колина Салливана (Мэтт Деймон), собираясь в будущем сделать его своим человеком в полиции. Проходят годы, и Салливан оканчивает школу полиции штата Массачусетс. Вместе с ним там учились Бэрриган (Джеймс Бэдж Дейл), Браун (Энтони Андерсон) и Билли Костиган (Леонардо Ди Каприо).
Поступив в полицию штата, Салливан начинает передавать информацию Костелло. Костиган пытается также устроиться в полицию штата, но из-за его проблемной истории семьи, вспыльчивого поведения и не лучшей репутации капитан Куинан (Мартин Шин) и сержант Дигнам (Марк Уолберг) решают, что ему следует начать работать на полицию совсем другим образом. Они велят Костигану совершить нападение, после которого он попадает в тюрьму, а выйдя оттуда, начинает продавать наркотики вместе со своим кузеном, чтобы привлечь внимание Костелло, войти в его окружение и в дальнейшем работать под прикрытием.
Салливан вскоре идёт на повышение в Отдел специальных расследований (ОСР), возглавляемый капитаном Эллерби (Алек Болдуин). Тем временем Костиган устраивает несколько драк на территории Костелло, чем вызывает к себе с его стороны интерес; Костелло вскоре испытывает Билли и принимает в свою команду. У Салливана завязываются романтические отношения с психологом-криминалистом Мэдолин Мэйдден (Вера Фармига), которая в то же время назначена наблюдать за психическим состоянием Костигана. Костиган вместе с правой рукой Костелло, Мистером Французом (Рэй Уинстон), участвует в нескольких преступных акциях и параллельно собирает информацию.
Спустя год Костелло собирается продать украденные микропроцессоры для ракет китайцам, находясь под постоянным наблюдением полиции штата. Используя SMS, Салливан пытается спасти людей Костелло от ареста, в то время как Костиган продолжает собирать информацию и передавать её полиции. Когда становится ясно, что шпионаж идёт в обе стороны, Костиган паникует. Салливан, который только что переехал в новую квартиру вместе с Мэдолин, просит Костелло собрать у его людей данные социального страхования, чтобы проверить их по полицейской базе данных и выявить засланного агента. Костиган же обнаруживает, что Костелло является информатором ФБР. Костелло и Салливан встречаются в порнокинотеатре, где Костелло передаёт Салливану конверт с данными всех своих людей. Костиган также находится там и преследует Салливана, но тот обнаруживает слежку и ухитряется скрыться, так и не раскрыв себя. По иронии судьбы Салливан получает задачу раскрыть бандитского шпиона в ОСР, которым сам и является, а также хочет выявить информатора в числе людей Костелло, то есть разоблачить Костигана.
Салливан приставляет полицейских для слежки за Куинаном, надеясь, что тот выведет его на своего информатора. Через несколько дней Костиган и Куинан встречаются на крыше высотного здания; Салливан направляет туда людей Костелло, но Костиган также получает сообщение и предупреждает Куинана о том, что за ним следили. Им не удаётся сбежать до прибытия людей Костелло, поэтому Куинан приказывает Костигану бежать через пожарный выход, пока он сам будет отвлекать бандитов. Как только Костиган выбирается из здания, к его ногам падает Куинан, выброшенный людьми Костелло, и разбивается насмерть. В завязавшейся перестрелке между бандитами и полицейскими людям Костелло вместе с Костиганом, который устроил всё так, как будто он просто опоздал, удаётся уйти. Из-за смерти Куинана между Салливаном и Дигнамом вспыхивает ссора, и Дигнам (который подозревает в Салливане двойного агента) увольняется после ссоры с начальством, вследствие чего обрываются все ниточки между полицией и Костиганом.

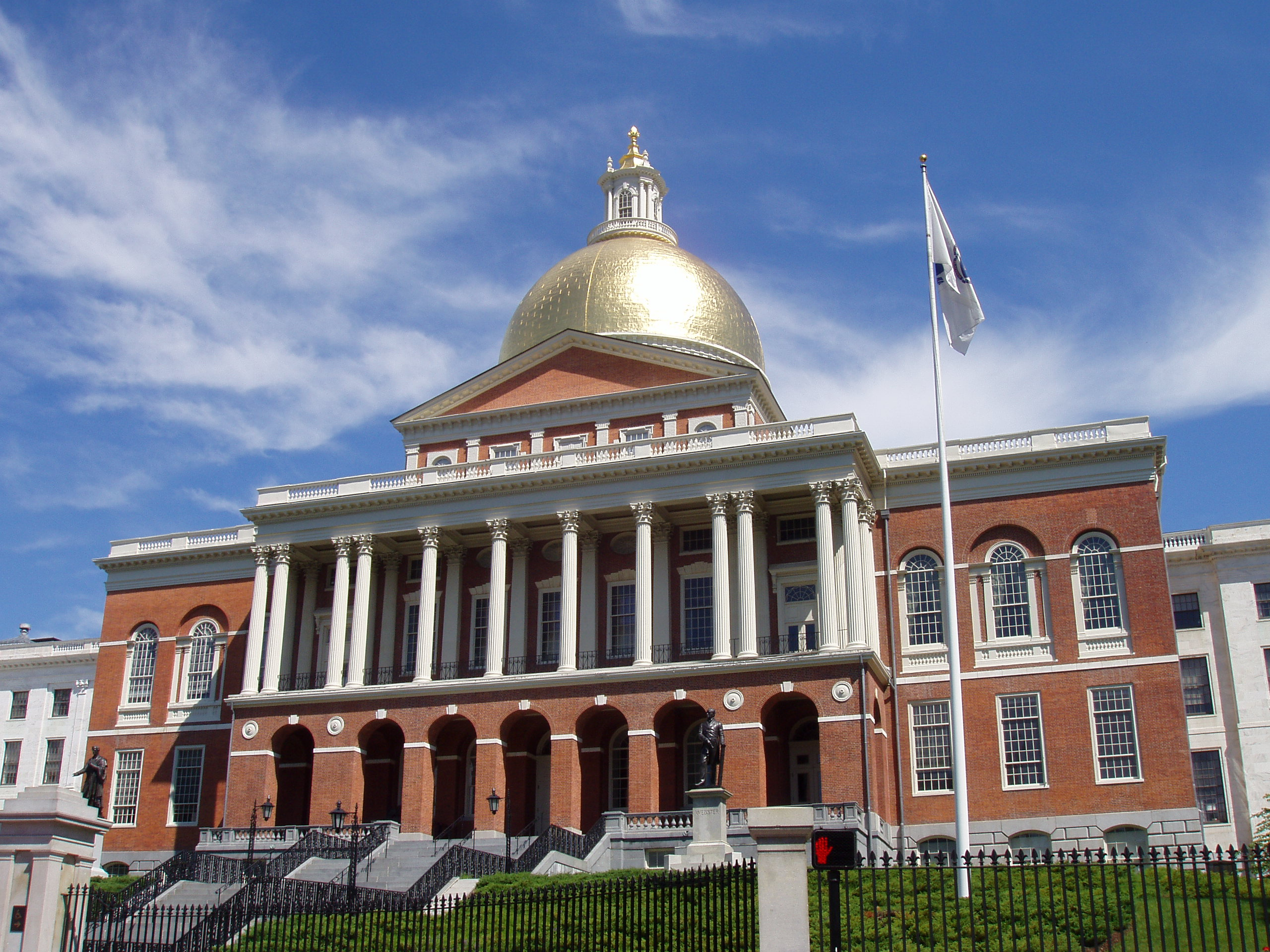
Капитолий штата Массачусетс, на который открывается вид из квартиры Салливана

Изучая документы Куинана, Салливан находит записку Костигана, в которой сообщается, что Костелло — информатор ФБР, из-за чего Салливан начинает бояться, что его личность будет раскрыта. Он звонит Костигану по телефону Куинана, представляясь полицейским, который занял место Куинана в этом деле. Салливан предлагает Костигану выйти из дела и вернуться за своей наградой. Через пару дней Костелло со своими людьми отправляется на заброшенный склад, чтобы забрать партию кокаина. Салливан возглавляет группу захвата, которая окружает склад. Начинается перестрелка, в ходе которой все люди Костелло погибают, а сам Салливан ликвидирует Костелло, узнав от него, что тот работает на ФБР. После этого Салливан беседует в участке с рассекреченным Костиганом. Когда Костиган спрашивает о человеке Костелло в полиции, Салливан отвечает: «Мы найдём этого урода». Салливан на время оставляет Костигана в своём офисе, чтобы проверить его данные на компьютере.
В это время Костигану на глаза случайно попадается тот самый конверт с данными людей Костелло. Костиган сразу понимает, что Салливан и есть информатор Костелло. Костиган тайно передаёт Мэдолин конверт, который нужно открыть, если с ним что-то случится. Вскоре он посылает Салливану аудиозапись, на которой записан разговор Салливана с Костелло в кинотеатре, который сам же Костелло и записывал, но Мэдолин успела прослушать диск с записью первой. По телефону Костиган договаривается с Салливаном о встрече на крыше здания, где убили Куинана, и там арестовывает его. Туда прибывает Браун, но позволяет Костигану спуститься с Салливаном в наручниках на лифте. Там их поджидает Бэрриган, который выстрелом в голову убивает Костигана, а затем и Брауна. Он — ещё один человек Костелло в полиции, о котором никто не знал. Бэрриган освобождает Салливана и предлагает ему держаться вместе, однако Салливан неожиданно убивает самого Бэрригана. Салливан посещает похороны Костигана, где Мэдолин вся в слезах отказывается с ним разговаривать. Салливан возвращается домой, где его поджидает Дигнам с пистолетом. Всё, что успевает сказать Салливан — это «Ну и ладно» («Okay» в оригинале), после чего Дигнам убивает его и уходит. По подоконнику пробегает крыса (символ вражеского тайного агента), из окна открывается вид на массачусетский Капитолий, служивший символом амбиций Салливана.

## В ролях
| Актёр               | Роль                           |
| ------------------- | ------------------------------ |
| Леонардо Ди Каприо  | trooper Билли Костиган         |
| Мэтт Деймон         | сержант Колин Салливан         |
| Джек Николсон       | Фрэнк Костелло                 |
| Марк Уолберг        | лейтенант Шон Дигнам           |
| Мартин Шин          | капитан Оливер Куинан          |
| Вера Фармига        | доктор Мэдолин Мэйдден         |
| Алек Болдуин        | капитан Джордж Эллерби         |
| Рэй Уинстон         | Арнольд Френч (Мистер Француз) |
| Энтони Андерсон     | trooper Браун                  |
| Роберт Уолберг      | агент ФБР Лацио                |
| Дэвид Патрик О’Хара | Фитци                          |
| Марк Ролстон        | Тимоти Делахант                |
| Джеймс Бэдж Дейл    | trooper Бэрриган               |

## Сценарий

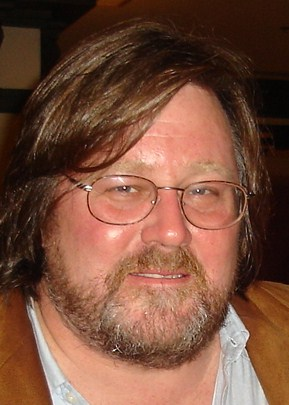
Сценарист фильма Уильям Монахан (октябрь 2010 года)

Сценарий к фильму был написан Уильямом Монаханом и является видоизменённым вариантом трилогии 2002 года китайских сценаристов Феликса Чонга и Алана Макана «Двойная рокировка» (англ. Infernal Affairs) о хорошем и плохом полицейском со сложным, лихо закрученным сюжетом. В отличие от версии Чонга и Макана, действие картины происходит в Бостоне, США. Место событий и персонажи картины (ирландская мафия) были выбраны неслучайно. В Бостоне проживает большое количество потомков ирландских эмигрантов, переехавших в Америку во времена Великого голода; им было трудно приспособиться к новым условиям, некоторые из-за отсутствия работы шли в криминалитет. Не заморачиваясь излишней политкорректностью, Монахан делает акцент на этническом характере преступного мира в Америке. Сам же Скорсезе признавался, что не только интересуется ирландской поэзией и прозой, но и вообще чувствует родство с этим народом.
Мартин Скорсезе: 
Я знаю кино Гонконга. Я чувствовал, что то что они делают — хорошо, а я не могу это сделать. Я должен был найти свой собственный путь, и я думаю, сценарий Билла открыл этот путь. Я думаю в миниатюре, он описал людей: кто эти люди, как они вели себя, какой язык они использовали — суммировал это всё. История о доверии и предательстве, только поставленная в контекст ирландского католического мира Бостона — родственный характер народов мира, который он изображает. Оба персонажа, и Мэтта и Лео, имеют отношения с персонажем Веры, но они никогда не знали об этом. Затем добавьте характер Джека, и все эти персонажи связаны, таким образом, родственно.Оригинальный текст (англ.)I'm aware of all the Hong Kong cinema. I felt it was okay because what they do I cannot do. I have to find my own way and I think Bill's script was the way. I think the microcosm that he described--the people, the way he described them, the way they behaved, the language they used-- that all added up. The story of trust and betrayal, only set in the context of the Irish Catholic world of Boston, the incestuous nature of the world that that depicts. Both Matt's character and Leo's character have relationships with Vera's character, but they never know that. Then you add Jack's character, and all these characters are connected in this incestuous way.
Прототипами двух главных отрицательных персонажей фильма являются реально существующие люди. Прототип Фрэнка Костелло — лидер ирландской мафии Бостона Джеймс Балджер, который шестнадцать лет скрывался от правосудия и по возрасту ненамного старше сыгравшего его актёра Джека Николсона. Прототипом Колина Салливана, сыгранного Мэттом Деймоном, послужил бывший агент ФБР Джон Коннолли, поддерживавший тесные связи с бостонской мафией, в частности с Балджером.
Небольшие изменения в сценарий внёс Джек Николсон. Скорсезе и Монахан позволили ему это сделать, доверившись его огромному опыту в области кинематографа. За сценарий к фильму Монахан был номинирован на получение различных престижных премий, в итоге он был награждён «Оскаром» и премией Гильдии сценаристов США.

## Саундтрек
Для создания саундтрека Мартином Скорсезе были приглашены многие известные группы и исполнители, представляющие разные музыкальные жанры. Саундтрек содержит две различные версии: оригинальную, на которой присутствуют песни всех исполнителей, принимавших участие в записи, и отдельный альбом, записанный композитором Говардом Шором. В записи оригинальной версии альбома присутствовали исполнители, известные по работам над его предыдущими картинами, такие как Rolling Stones и Ван Моррисон, классический ритм-н-блюз от Лаверн Бейкер и другие. Фильм открывается «Gimme Shelter» — классической песней Rolling Stones. В саундтреке к фильму она отсутствует; её место занимает «Comfortably Numb» в исполнении Роджера Уотерса и Вана Моррисона. Доминирует в фильме композиция «I’m Shipping Up to Boston» бостонской панк-рок-группы Dropkick Murphys, на которую были сняты два видеоклипа, один из которых содержит кадры из фильма. Знаменитый канадский композитор Говард Шор, обладатель трёх премий «Оскар» за музыку к фильмам, был приглашён специально для записи другой альбомной версии. По словам Скорсезе, «отражающей иную — более спокойную сторону фильма». Две его композиции присутствуют так же на оригинальной версии альбома. Оба издания были выпущены на компакт-дисках.
| №   | Название                    | Исполнитель                                                  | Длительность |
| --- | --------------------------- | ------------------------------------------------------------ | ------------ |
| 1.  | «Comfortably Numb»          | Роджер Уотерс (при участии Вана Моррисона и группы The Band) | 7:59         |
| 2.  | «Sail On, Sailor»           | The Beach Boys                                               | 3:18         |
| 3.  | «Let It Loose»              | The Rolling Stones                                           | 5:18         |
| 4.  | «Sweet Dreams»              | Рой Бьюкенен                                                 | 3:32         |
| 5.  | «One Way Out»               | The Allman Brothers Band                                     | 4:57         |
| 6.  | «Baby Blue»                 | Badfinger                                                    | 3:36         |
| 7.  | «I’m Shipping Up to Boston» | Dropkick Murphys                                             | 2:34         |
| 8.  | «Nobody but Me»             | The Human Beinz                                              | 2:18         |
| 9.  | «Tweedle Dee»               | ЛаВерн Бейкер                                                | 3:10         |
| 10. | «Sweet Dreams (of You)»     | Пэтси Клайн                                                  | 2:34         |
| 11. | «The Departed Tango»        | Говард Шор, Марк Рибо                                        | 3:32         |
| 12. | «Beacon Hill»               | Говард Шор, Шэрон Исбин                                      | 2:33         |

| №   | Название                | Длительность |
| --- | ----------------------- | ------------ |
| 1.  | «Cops or Criminals»     | 2:01         |
| 2.  | «344 Wash»              | 2:03         |
| 3.  | «Beacon Hill»           | 2:36         |
| 4.  | «The Faithful Departed» | 3:01         |
| 5.  | «Colin»                 | 2:09         |
| 6.  | «Madolyn»               | 2:14         |
| 7.  | «Billy's Theme»         | 6:58         |
| 8.  | «Command»               | 3:15         |
| 9.  | «Chinatown»             | 3:16         |
| 10. | «Boston Common»         | 2:53         |
| 11. | «Miss Thing»            | 1:45         |
| 12. | «The Baby»              | 2:48         |
| 13. | «The Last Rites»        | 3:05         |
| 14. | «The Departed Tango»    | 3:38         |

## Реакция
Фильм получил высокие оценки кинокритиков и ряд наград, включая шесть номинаций на «Золотой глобус» в категориях «лучший фильм», «лучший режиссёр», «лучший актёр» (Леонардо Ди Каприо), две «лучший актёр второго плана» (Джек Николсон и Марк Уолберг) и «лучший сценарий». Однако лишь в одной номинации — «за лучшую режиссуру» — фильму удалось получить приз.
Роджер Эберт поставил фильму четыре звезды из четырёх, похвалив Скорсезе за тематически отличающий его фильм от оригинала. Интернет-критик Джеймс Берардинелли наградил фильм четырьмя звёздами из четырёх, назвав его «американской эпической трагедией» и поставив в один ряд с прошлыми успехами Скорсезе, включая «Таксиста», «Бешеного быка» и «Славных парней».
В первый уикенд после своего выхода на экраны «Отступники» заняли первое место по дебютным кассовым сборам в США, заработав 26 887 467 долларов и опередив фильмы «Свидание моей мечты» и «Техасская резня бензопилой: Начало». В Великобритании в дебюте фильм уступил только картине «Дьявол носит Prada», однако в следующую неделю вышел на первое место. По состоянию на 15 декабря 2006 года фильм собрал 118 740 373 долларов в США и 219 540 373 долларов по всему миру, став самым коммерчески успешным фильмом Скорсезе на тот момент.

## Награды и номинации
Список наград и номинаций приведён в соответствии с данными IMDb.

### Награды

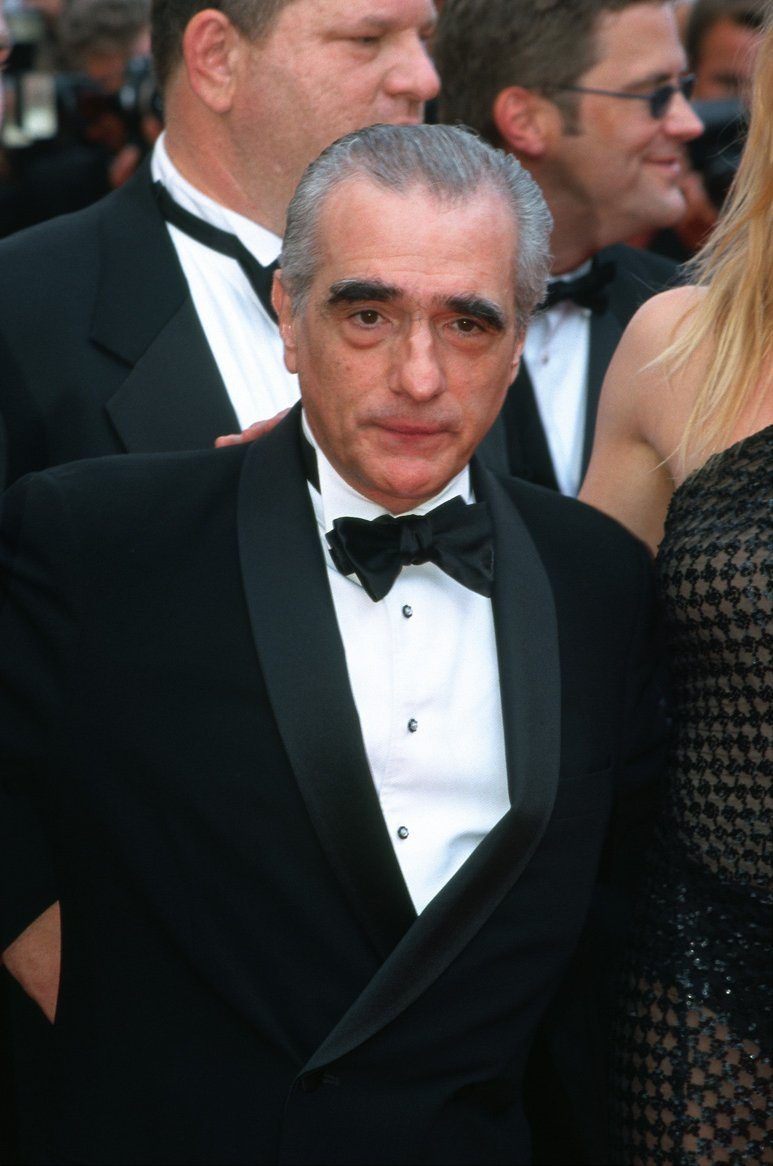
Режиссёр фильма Мартин Скорсезе (2002 год)

| Год  | Номинация                      | Премия                                | Награждённый                                   |
| ---- | ------------------------------ | ------------------------------------- | ---------------------------------------------- |
| 2006 | лучший режиссёр                | Национального совета кинокритиков США | Мартин Скорсезе                                |
| 2006 | лучший актёрский ансамбль      | Национального совета кинокритиков США | Леонардо Ди Каприо, Мэтт Деймон, Джек Николсон |
| 2007 | лучшая режиссура               | Оскар                                 | Мартин Скорсезе                                |
| 2007 | лучший адаптированный сценарий | Уильям Монахан                        |                                                |
| 2007 | лучший монтаж                  | Тельма Скунмейкер                     |                                                |
| 2007 | лучший фильм                   | Грэм Кинг                             |                                                |
| 2007 |                                | Премия Гильдии режиссёров США         | Мартин Скорсезе                                |
| 2007 | за лучшую режиссуру            | Золотой глобус                        | Мартин Скорсезе                                |
| 2007 | за лучший сценарий             | Премия Гильдии сценаристов США        | Уильям Монахан                                 |

### Номинации
| Год  | Номинация                                           | Премия                         | Номинируемый         |
| ---- | --------------------------------------------------- | ------------------------------ | -------------------- |
| 2007 | лучшая мужская роль второго плана                   | Оскар                          | Марк Уолберг         |
| 2007 | лучший фильм — драма                                | Золотой глобус                 |                      |
| 2007 | лучший сценарий                                     | Уильям Монахан                 |                      |
| 2007 | лучшая мужская роль — драма                         | Леонардо Ди Каприо             |                      |
| 2007 | лучшая мужская роль второго плана                   | Джек Николсон                  |                      |
| 2007 | лучшая мужская роль второго плана                   | Марк Уолберг                   |                      |
| 2007 | лучший фильм в жанре боевик / приключения / триллер | Сатурн                         |                      |
| 2007 | лучший фильм                                        | BAFTA                          | Брэд Грей, Грэм Кинг |
| 2007 | премия имени Дэвида Лина за режиссуру               | Мартин Скорсезе                |                      |
| 2007 | лучший адаптированный сценарий                      | Уильям Монахан                 |                      |
| 2007 | лучший актёр                                        | Леонардо Ди Каприо             |                      |
| 2007 | лучший актёр второго плана                          | Джек Николсон                  |                      |
| 2007 | лучший монтаж                                       | Тельма Скунмейкер              |                      |
| 2007 | лучший американский фильм                           | Бодил                          | Мартин Скорсезе      |
| 2007 | лучший зарубежный фильм                             | Давид ди Донателло             | Мартин Скорсезе      |
| 2007 | лучший актёр второго плана                          | Премия Гильдии киноактеров США | Леонардо Ди Каприо   |
| 2007 | лучшая игра актёрского состава                      | Премия Гильдии киноактеров США |                      |
| 2008 | лучший саундтрек                                    | Грэмми                         | Говард Шор           |